# Dominik Wydra
Dominik Wydra (ur. 21 marca 1994 w Wiedniu) – austriacki piłkarz polskiego pochodzenia występujący na pozycji defensywnego pomocnika. Wychowanek Viktorii Wiedeń, w swojej karierze grał także w takich zespołach jak Rapid Wiedeń, SC Paderborn 07, VfL Bochum, Erzgebirge Aue, Eintracht Brunszwik oraz Raków Częstochowa.

## Statystyki kariery
(aktualne na dzień 21 maja 2022)
| Klub                | Sezon              | Liga               | Liga  | Liga   | Puchar kraju | Puchar kraju | Europa | Europa | Suma  | Suma   |
| Klub                | Sezon              | Liga               | Mecze | Bramki | Mecze        | Bramki       | Mecze  | Bramki | Mecze | Bramki |
| ------------------- | ------------------ | ------------------ | ----- | ------ | ------------ | ------------ | ------ | ------ | ----- | ------ |
| Rapid Wiedeń        | 2011/12            | Bundesliga         | 2     | 0      | 0            | 0            | –      | –      | 2     | 0      |
| Rapid Wiedeń        | 2012/13            | Bundesliga         | 17    | 1      | 1            | 0            | 3      | 0      | 21    | 1      |
| Rapid Wiedeń        | 2013/14            | Bundesliga         | 20    | 1      | 1            | 0            | 0      | 0      | 21    | 1      |
| Rapid Wiedeń        | 2014/15            | Bundesliga         | 18    | 0      | 2            | 0            | 2      | 1      | 22    | 1      |
| Rapid Wiedeń        | 2015/16            | Bundesliga         | 0     | 0      | 1            | 0            | 0      | 0      | 1     | 0      |
| SC Paderborn 07     | 2015/16            | 2. Bundesliga      | 24    | 0      | 2            | 0            | –      | –      | 26    | 0      |
| VfL Bochum          | 2016/17            | 2. Bundesliga      | 13    | 1      | 0            | 0            | –      | –      | 13    | 1      |
| Erzgebirge Aue      | 2017/18            | 2. Bundesliga      | 29    | 1      | 1            | 0            | –      | –      | 30    | 1      |
| Erzgebirge Aue      | 2018/19            | 2. Bundesliga      | 22    | 0      | 1            | 0            | –      | –      | 23    | 0      |
| Erzgebirge Aue      | 2019/20            | 2. Bundesliga      | 5     | 0      | 0            | 0            | –      | –      | 5     | 0      |
| Eintracht Brunszwik | 2020/21            | 2. Bundesliga      | 28    | 0      | 2            | 0            | –      | –      | 30    | 0      |
| Raków Częstochowa   | 2021/22            | Ekstraklasa        | 3     | 0      | 0            | 0            | 1      | 0      | 4     | 0      |
| Ogólnie w karierze  | Ogólnie w karierze | Ogólnie w karierze | 181   | 4      | 11           | 0            | 6      | 1      | 198   | 5      |